# Morti nel 1451
| Questa pagina contiene informazioni ricavate automaticamente dalle voci biografiche con l'ausilio del template Bio e di un bot. L'aggiornamento è periodico e automatico e ricostruisce completamente la pagina. Se manca una persona in questa lista, sei pregato di non aggiungerla, ma accertati piuttosto che la sua voce biografica contenga il template Bio e che i dati anagrafici siano correttamente compilati. Se il template Bio manca, inseriscilo tu stesso o, in alternativa, metti l'avviso {{tmp\|Bio}} che ne segnala la mancanza. Se i dati riportati sono sbagliati, correggi direttamente la voce biografica; le modifiche saranno visibili in questa lista entro pochi giorni. Per chiarimenti vedi il progetto biografie. La lista contiene solo le 34 persone che sono citate nell'enciclopedia e per le quali è stato implementato correttamente il template Bio. Pagina aggiornata al 10 ago 2025. |

- 1º gennaio - Elisabetta di Baviera-Landshut, duchessa (n. 1419)
- 7 gennaio - Amedeo VIII di Savoia, nobile (n. 1383)
- 3 febbraio - Murad II, sultano ottomano (n. 1404)
- 19 febbraio - Caterina Appiano, nobildonna italiana (n. 1401)
- 28 maggio - Ercolano da Piegaro, presbitero italiano (n. 1390)
- 8 giugno - Francesco Malipiero, arcivescovo cattolico italiano
- 26 giugno - Reinardo II di Hanau, conte tedesco (n. 1369)
- 11 luglio - Barbara di Cilli, nobile slovena (n. 1392)
- 2 agosto - Elisabetta di Görlitz, duchessa (n. 1390)
- 9 settembre - Jean le Jeune, cardinale e vescovo cattolico francese (n. 1411)
- 21 settembre - Louis de La Palud, abate, vescovo cattolico e cardinale svizzero
- 29 settembre - Gioacchino di Pomerania, nobile tedesco
- 10 ottobre - Astorgio Agnesi, cardinale e arcivescovo cattolico italiano (n. 1391)
- 17 ottobre - Alessandra di Pomerania-Stolp, nobile (n. 1437)
- 3 novembre - Cecilia Gonzaga, nobildonna e religiosa (n. 1426)
- 15 novembre - Giovanni I Pico, condottiero e nobile italiano
- Abu Muhammad Mahmud al-'Ayni, storico arabo (n. 1361)
- Neri II Acciaiuoli, nobile italiano
- Cecilia Aldobrandeschi, nobile italiana (n. 1415)
- Antonio da Cannara, giurista italiano
- Giovanni Sforza, condottiero italiano (n. 1407)
- Giovanni Badile, pittore italiano (n. 1379)
- Jacopino Badoer da Peraga, umanista e arcivescovo cattolico italiano
- Giovanni Contarini, patriarca cattolico italiano
- Giovanni II di Egmond, nobile (n. 1385)
- Giorgio Laccioli, religioso italiano
- Bernardo Landriano, vescovo cattolico italiano
- Stephan Lochner, pittore tedesco
- Luca Muazzo, vescovo cattolico italiano
- Sultan Muhammad bin Baysonqor, re persiano
- Gonzalo Pérez, pittore spagnolo
- Antonio Ponticorona, vescovo cattolico italiano
- Orsina Visconti, nobile italiana (n. 1380)
- Lancelot de Lusignan, cardinale cipriota